# Kościół św. Doroty w Rzymie
Kościół św. Doroty w Rzymie (wł. Chiesa di Santa Dorotea) – rzymskokatolicki kościół tytularny w Rzymie.
Świątynia jest kościołem parafialnym oraz kościołem tytularnym, pełni również rolę kościoła klasztornego franciszkanów konwentualnych.

## Lokalizacja
Kościół znajduje się w XIII Rione Rzymu – Zatybrze (Trastevere) przy Via di Santa Dorotea 23.

## Patronka
Patronką świątyni jest św. Dorota – dziewica, która poniosła śmierć męczeńską za wiarę chrześcijańską w końcu III wieku w Cezarei Kapadockiej.

## Historia
Bulla papieża Kaliksta II z 1123 roku wzmiankuje kościół w tym miejscu dedykowany św. Sylwestrowi (San Silvestro alla Porta Settimiana). W 1445 roku kościół miał dwóch patronów: św. Sylwestra i św. Dorotę, natomiast w 1566 roku wymieniono już tylko św. Dorotę. Świątynia została przebudowana w związku z rokiem jubileuszowym 1475, a w 1500 roku trafiły do niej relikwie św. Doroty.
W 1727 roku zlikwidowano parafię istniejącą przy kościele, a w 1738 roku świątynię otrzymali franciszkanie konwentualni. W 1750 roku kościół został rozebrany i zbudowany na nowo pod kierunkiem Giovanni Battista Nolli w latach 1750-1756.
Parafia została ponownie powołana przy kościele św. Doroty w 1824 roku. Kościół odrestaurowano i ponownie konsekrowano w 1879 roku.

## Architektura i sztuka
Kościół jest włączony do zabudowań klasztornych, tak że po obu stronach łączy się z budynkami, w związku z czym z ulicy jest widoczna tylko jego wklęsła fasada. Dzwonnica znajduje się po prawej stronie absydy.
Kościół ma jedną nawę z transeptem i apsydą.
Sklepienie zdobią freski autorstwa Gaetano Boccheti przedstawiające historie z życia św. Doroty.
Marmurowy ołtarz główny znajduje się w półkolistej apsydzie. Obraz w nim przedstawiający św. Dorotę i św. Sylwestra adorujących wizerunek Matki Bożej jest dziełem Michele Bucci z końca XVII wieku. Wewnątrz tego malowidła umieszczono inny obraz Matkę Bożej Miłości (Madonna del Divino Amore) z ok. 1600 roku. Pod ołtarzem znajdują się relikwie św. Doroty Fresk w konsze apsydy, przedstawiający męczeństwo św. Doroty, jest autorstwa Gino Terreni.
Ołtarze boczne:
Pierwszy ołtarz po prawej stronie poświęcony jest św. Józefowi Kalasantemu, a obraz przedstawiający Objawienie św. Kajetana św. Józefowi Kalasantemu jest autorstwa Gioacchino Martorany z Palermo z 1782 roku.
Drugi ołtarz po prawej stronie (w ramieniu transeptu) poświęcony jest św. Antoniemu z Padwy, obraz w ołtarzu przedstawiający Matkę Bożą ukazującą się św. Antoniemu jest autorstwa Lorenzo Gramiccia z 1756 roku.
Trzeci ołtarz po prawej stronie poświęcony jest Niepokalanemu Poczęciu, obraz jest autorstwa Giorgio Gaspare von Prenner z Wiednia z 1763 roku.
Pierwszy ołtarz po lewej stronie poświęcony jest św. Józefowi z Kupertynu, obraz autorstwa Vincenzo Meucci z Florencji z 1753 roku.
Drugi ołtarz po lewej stronie (w ramieniu transeptu) poświęcony jest św. Franciszkowi z Asyżu, obraz z końca XVIII wieku pędzla Liborio Marmolelli przedstawia Ekstazę św. Franciszka.
Trzeci ołtarz po lewej stronie poświęcony jest Ukrzyżowaniu, obraz przedstawiający Ukrzyżowanie ze świętymi Rozalią,  Małgorzatą z Kortony, Bonawenturą i Mikołajem jest drugim dziełem Bucciego w kościele.

## Kardynałowie prezbiterzy
Kościół św. Doroty jest jednym z kościołów tytularnych nadawanych kardynałom-prezbiterom (Titulus Sanctae Dorotheae). Tytuł ten został ustanowiony 12 czerwca 2014 roku.
- Javier Lozano Barragán (2014-2022)
- Jorge Enrique Jiménez Carvajal CIM (od 2022)